# تغییر چهره (فیلم ۱۹۹۷)
تغییر چهره (به انگلیسی: Face/Off) یک فیلم اکشنِ مهیج ساخته‌شده در سال ۱۹۹۷ و به کارگردانی جان وو است. در این فیلم، جان تراولتا و نیکلاس کیج به‌ترتیب نقش یک مأمور اف‌بی‌آی و یک تروریست را ایفا می‌کنند. این دو تحت عمل جراحی تجربی قرار می‌گیرند تا چهره‌هایشان را جایگزین یکدیگر و در این فرایند هویتشان را عوض کنند.
بودجهٔ تغییر چهره حدود ۸۰ میلیون دلار بود و توانست با فروش بیش از ۲۴۵ میلیون دلار، موفقیت تجاری خوبی به‌دست آورَد. این فیلم نامزد جایزه اسکار بهترین صداگذاری شد، اما آن را به فیلم تایتانیک واگذار کرد. تغییر چهره از زمان انتشارش طرفداران زیادی پیدا کرد و بسیاری آن را یکی از بهترین فیلم‌های جان وو می‌دانند.

## داستان
«شان آرچر» (جان تراولتا) پلیس وظیفه‌شناسی است که در طی حادثه‌ای پسرش را از دست می‌دهد و قاتلش «کاستور تروی» با بازی نیکلاس کیج است. چند سال از این ماجرا می‌گذرد و پلیس‌ها به دنبال تروی هستند. آرچر، که از غم از دست دادن پسرش افسرده و خشمگین است، با همکارانش تندخویی می‌کند. در طی عملیاتی، تروی به کما رفته و برادرش «پولوکس» را به زندان می‌فرستند.
شان، به پیشنهاد همکارانش، حاضر می‌شود تا صورت خود را با کاستور عوض کند تا به زندان برود و با پولوکس صحبت کند. این کار با موفقیت به اتمام می‌رسد و شان به زندان می‌رود، اما در همین حین، کاستور نیز به هوش می‌آید و می‌بیند که صورتی ندارد. او دکتر را مجبور می‌کند که صورتِ شان را به او بچسباند و پس از این کار، دکتر را می‌کشد. کاستور خود را جای شان جا می‌زند و شانِ اصلی را برای همیشه در زندان محبوس نگه می‌دارد. شان که دیگر نمی‌تواند به قیافهٔ قبلی خود برگردد و نمی‌تواند ثابت کند که کاستور نیست، در زندان می‌ماند. از طرفی، زن و دختر شان کاستور را شان فرض می‌کنند تا این‌که‌شان موفق می‌شود از زندان فرار کند. در پی کشمکش‌هایی، شان و کاستور به هم می‌رسند. کاستور صورت خود را با چاقو برش می‌دهد تا شان هیچ وقت نتواند به قیافهٔ اصلی خود بازگردد، اما موفق نمی‌شود و توسط شان کشته می‌شود. صحنهٔ پایانی فیلم، شان را با صورت واقعی‌اش به همراه پسرخواندهٔ خود، یعنی «آدام»، که پسر تروی است، نشان می‌دهد.

## بازیگران
- جان تراولتا
- نیکلاس کیج
- جوآن آلن
- جینا گرشان
- الساندرو نیولا
- دامینیک سوین
- نیک کاساوتیس
- هاروی پرینسل
- کلم فیور
- جان کارول لینچ
- رابرت ویزدم
- مارگارت چو
- جیمز دنتون
- سی.سی.اچ. پاوندر
- کرک بالتز